# Indiaas curlingteam (gemengddubbel)
Het Indiaas curlingteam vertegenwoordigt India in internationale curlingwedstrijden.

## Geschiedenis
India maakte zijn debuut op het internationale curlingtoneel in 2022 tijdens een kwalificatietoernooi voor het wereldkampioenschap curling gemengddubbel. Het land wist zich niet te kwalificeren voor het WK. Tot nu toe nam India zonder veel succes deel aan het kwalificatietoernooi.
Australië · België · Brazilië · Bulgarije · Canada · China · Chinees Taipei · Denemarken · Duitsland · Engeland · Estland · Filipijnen · Finland · Frankrijk · Griekenland · Groot-Brittannië · Guyana · Hongarije · Hongkong · Ierland · India · Israël · Italië · Jamaica · Japan · Kazachstan · Kirgizië · Koeweit · Kosovo · Kroatië · Letland · Litouwen · Luxemburg · Mexico · Mongolië · Nederland · Nieuw-Zeeland · Nigeria · Noorwegen · Oekraïne · Oostenrijk · Polen · Portugal · Puerto Rico · Qatar · Roemenië · Rusland · Saoedi-Arabië · Schotland · Servië · Slovenië · Slowakije · Spanje · Thailand · Tsjechië · Turkije · Verenigde Staten · Wales · Wit-Rusland · Zuid-Korea · Zweden · Zwitserland